# Panzeria tadzhicorum
Panzeria tadzhicorum är en tvåvingeart som först beskrevs av Zimin 1960.  Panzeria tadzhicorum ingår i släktet Panzeria och familjen parasitflugor. Inga underarter finns listade i Catalogue of Life.